# 阿布维尔 (路易斯安那州)
阿布维尔（英語：Abbeville），是美国路易斯安那州下属的一座城市。根据2010年美国人口普查，该市有人口12,257人。建置上，属于“city”。